# Kenocymbium simile
Kenocymbium simile är en spindelart som beskrevs av Alfred Frank Millidge och Anthony Russell-Smith 1992. Kenocymbium simile ingår i släktet Kenocymbium och familjen täckvävarspindlar.
Artens utbredningsområde är Thailand. Inga underarter finns listade i Catalogue of Life.